# Han Schröder
Johanna Erna Else (Han) Schröder (Utrecht, 16 juli 1918 – Amsterdam, 20 maart 1992) was een Nederlandse architect en hoogleraar. 
Schröder was een van de eerste vrouwelijke architecten in Nederland. Ze opende in 1954 haar eigen architectuur- en interieurontwerpbureau in Amsterdam. In 1963 emigreerde ze naar de Verenigde Staten, waar ze interieurontwerp heeft gedoceerd aan de Adelphi University, Parsons School of Design, New York Institute of Technology en Virginia Commonwealth University.

## Jeugd en opleiding

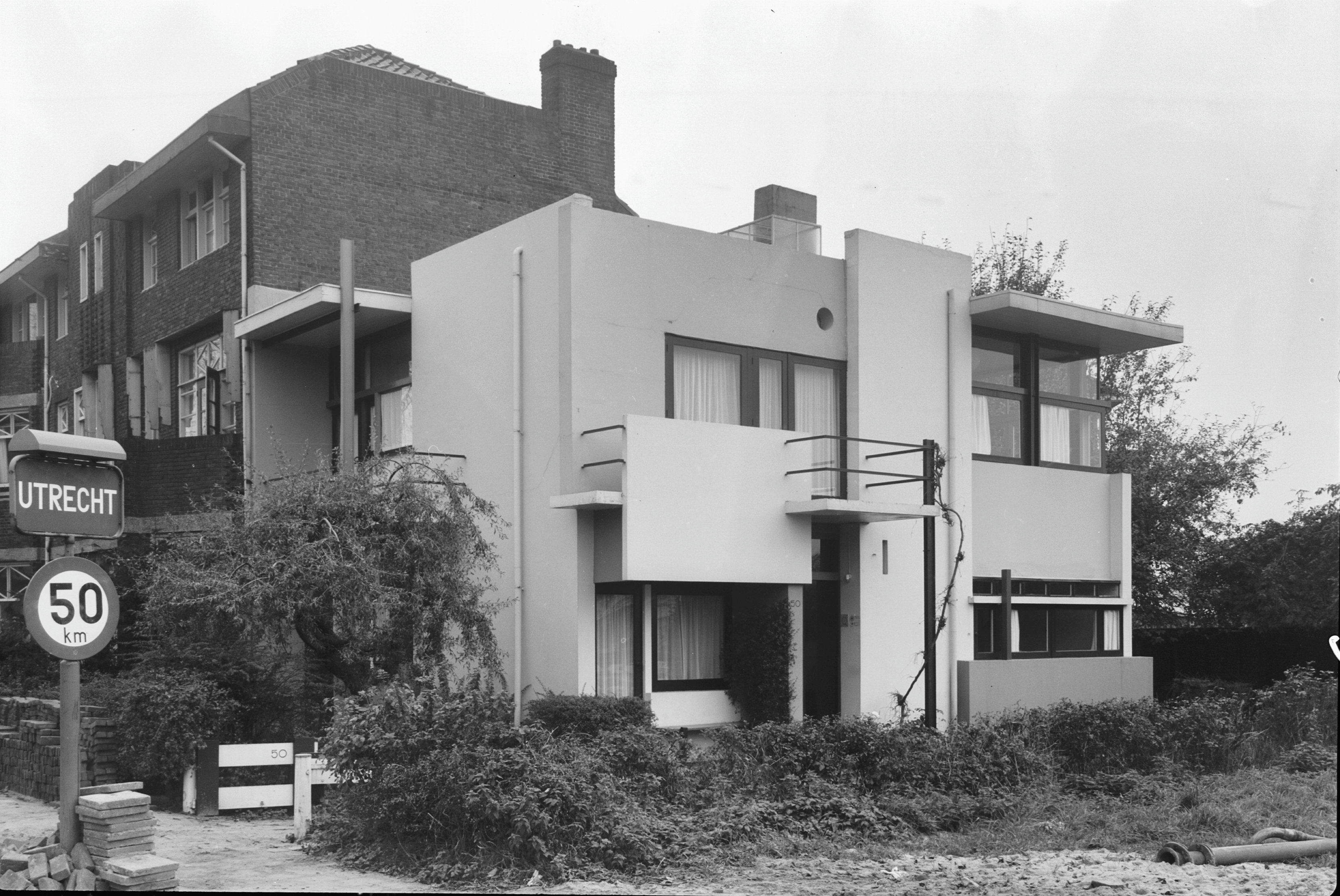
Het Rietveld Schröderhuis waar ze opgroeide, 1963

Schröder werd geboren aan de Biltstraat en groeide vanaf haar zesde jaar op in het Rietveld Schröderhuis aan de Prins Hendriklaan in Utrecht. Het huis met bewegende wanden werd in 1924 ontworpen door Gerrit Rietveld, in opdracht van haar moeder Truus Schröder-Schräder, die ook binnenhuisarchitect was. Ze had een oudere broer Binnert (1912-1994) en zus Marjan (1913-1990). Haar vader Frits Schröder, advocaat van beroep, was in 1923 overleden. Als tiener werkte ze aan meubelontwerp in de werkplaats van Gerard van de Groenekan, de meubelmaker van Rietveld. Hoewel ze zelf dokter wilde worden, koos ze op advies van Rietveld en haar moeder voor architectuur. In 1936 ging ze naar het, door haar moeder verkozen, Federal Institute of Technology in Zürich, Zwitserland, waar ze in 1940 afstudeerde als architect.

## Carrière
Schröder bracht de jaren van de Tweede Wereldoorlog door in Portugal, waar ze werkte voor het Rode Kruis, en in het Verenigd Koninkrijk. In 1946 keerde ze terug naar Nederland, waar ze tot 1949 werkte in het Stedelijk Museum Amsterdam. Daarna trad ze toe tot het architectenbureau van Rietveld, waar ze onder meer meewerkte aan woningbouw in Tolsteeg-Hoograven.

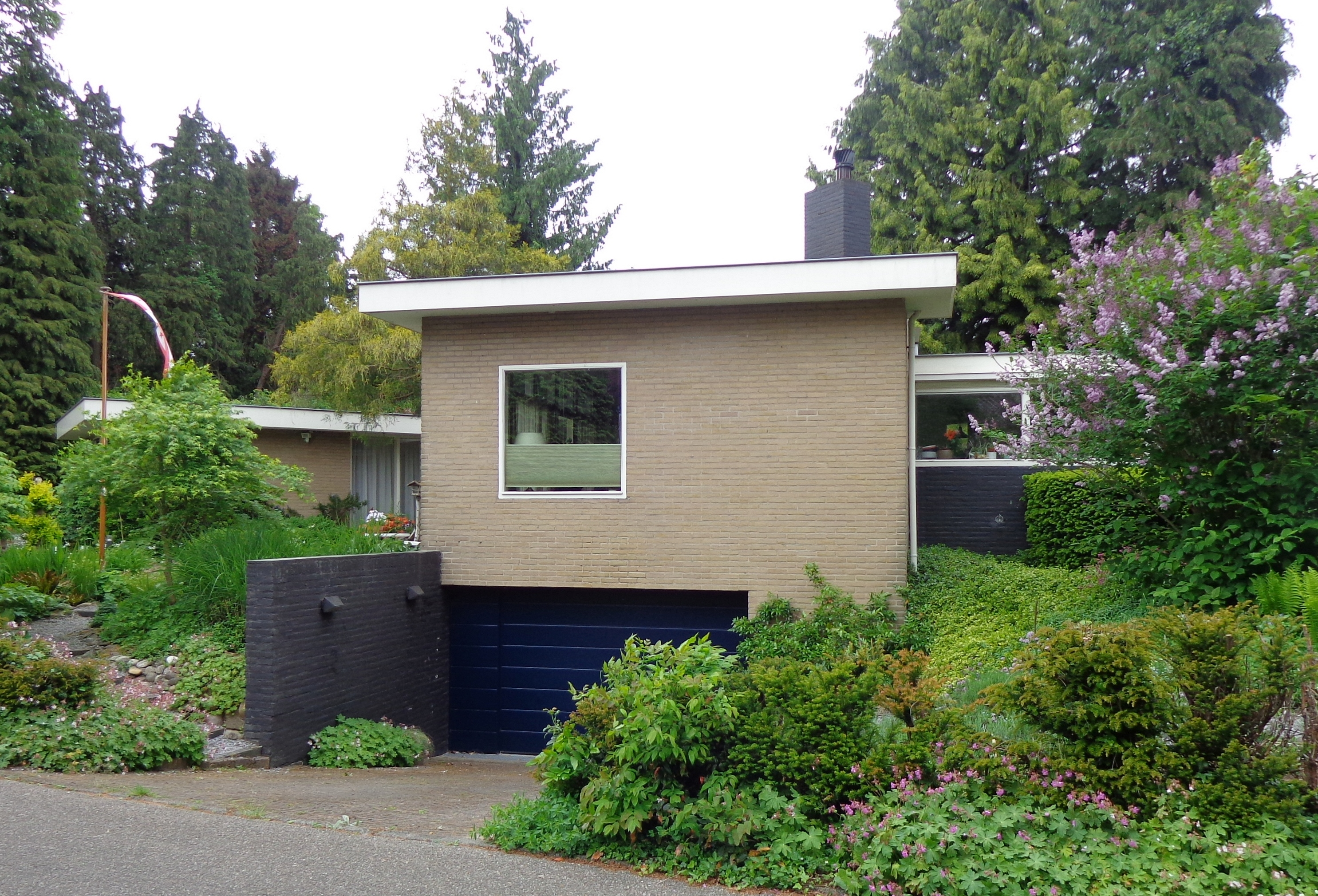
Bungalow, Burgemeester van Tuyllaan 1 Zeist. Gemeentelijk monument.

In 1954 opende Schröder haar eigen kantoor in Amsterdam. Ze was een van de slechts twee geregistreerde vrouwelijke architecten in Nederland, vergeleken met ongeveer 3.000 geregistreerde mannen op dat moment. Een exemplaar van haar visitekaartje en briefpapier bevinden zich in de collectie van het New Yorkse Museum of Modern Art. Ze (ver)bouwde vooral woningen, dorpshuizen en jeugdhuizen. Tot haar ontwerpen behoren onder meer het Gaastrahuis aan de Burgemeester van Tuyllaan 1 in Zeist, Utrechts Buitencentrum Jeugdland in Oldebroek, kindertehuis Ellichem in Ellecom, en een verbouwing van het Kesslerhuis (een vakantiehuis voor werknemers van de Hoogovens) in Huis ter Heide. In 1962 ontwierp Schröder een goedkoop gesubsidieerd wooncomplex dat het gebruik van kleine ruimtes maximaliseerde met behulp van bewegende scheidingswanden voor gepensioneerde, alleenstaande verpleegsters in Austerlitz. Het project werd in 1964 ingehuldigd door koningin Juliana.
Nadat ze in 1963 naar de Verenigde Staten was geëmigreerd, werkte Schröder bij een paar architectenbureaus in Californië, voordat ze werd aangenomen om les te geven in New York. Ze doceerde interieurontwerp aan de Adelphi University en de Parsons School of Design, voordat ze werd benoemd tot hoogleraar aan het New York Institute of Technology. Van 1972 tot 1987 was Schröder als adviseur betrokken bij de restauratie van het Rietveld-Schröderhuis in Utrecht, nu een museum. Vanaf 1981 doceerde ze aan de Virginia Commonwealth University in Richmond, Virginia, tot haar pensionering in 1988. Na haar pensionering verhuisde Schröder terug naar Nederland.
Schröder overleed in maart 1992 na een kort ziekbed in de Boerhaavekliniek in Amsterdam.